# بلخنون اجتماعي
بلخنون اجتماعي (الاسم العلمي:Blechnum socialis) هو نوع من النبات يتبع جنس البلخنون من الفصيلة البلخنونية.